# Stephen Tomlin (Bildhauer)

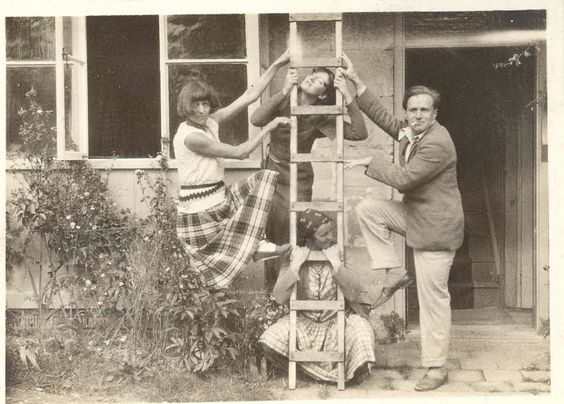
Tomlin und Dora Carrington in den 1920er Jahren

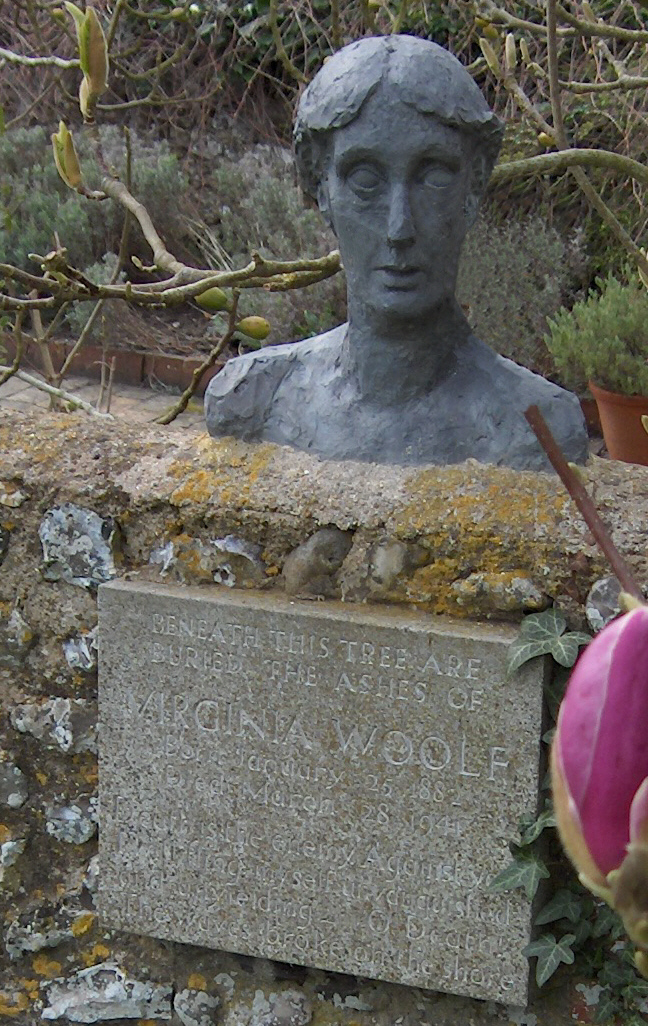
Virginia Woolfs Büste von Stephen Tomlin im Garten von Monk’s House

Hon. Stephen „Tommy“ Tomlin (* 2. März 1901 in London; † 5. Januar 1937 ebenda) war ein britischer Bildhauer.

## Leben
Stephen Tomlin, auch bekannt als Tommy Tomlin, war der Sohn des 1929 in den Adelsstand erhobenen Thomas James Chesshyre Tomlin (1867–1935) und seiner Frau Marion Olivia, geb. Waterfield (1867–1948). Er studierte ab 1919 in Oxford am New College ohne Abschluss und widmete sich später der Skulptur. Tomlin war eng verbunden mit den Schriftstellern und Künstlern der Bloomsbury Group. 
Nach einer Affäre mit der Malerin Dora Carrington heiratete er 1927 die Schriftstellerin Julia Strachey (1901–1979), die Nichte des Kunstkritikers und Schriftstellers Lytton Strachey, der zu den führenden Mitgliedern der Gruppe zählte und von dem er eine Büste schuf. Bekannt wurde seine 1931 geschaffene Büste von Virginia Woolf, die den Garten des Ehepaares Woolf an ihrem Wohnhaus, dem Monk’s House in Rodmell, (Sussex), schmückt, und die ebenfalls auf dem  Tavistock Square im Londoner Stadtteil Bloomsbury aufgestellt ist. 1934 erfolgte die Scheidung von seiner Frau Julia.
Stephen Tomlin verstarb 35-jährig in London.